# Джон Меєрс (плавець)
Джон Меєрс (англ. John Meyers; 29 липня 1880 — 25 липня 1975) — американський плавець і ватерполіст.
Олімпійський чемпіон 1904 року.